# Eva Koch
Eva Koch (født 17. juni 1953 i København) er en dansk videokunstner uddannet på Det Kongelige Danske Kunstakademi i 1985-1990 og har desuden studeret på Facultad de Bellas Artes (Faculty of Fine Arts) in Barcelona, Spanien i 1989-1990.[5]

## Kunstnerisk praksis
Eva Koch er oprindeligt uddannet som billedhugger men er mest kendt for hendes videoværker. Hendes videoer er kendetegnet ved et stærkt visuelt og enkelt og sanseligt sprog. I videoerne optræder almindelige mennesker. Gennem brug af historier om hendes og andres liv, placerer hendes værker sig, hvor det universelle afspejles i det personlige.
I 2003 repræsenterede Eva Koch Danmark på Venedig Biennalen med videoværket Villar - Manuelas børn.

## Skulpturer i det offentlige rum
Medius Locus-Jorden, Skålen og Mennesket, to permanente udendørs videoprojektioner og en skulptur, Eriksminde, Odder, Danmark (2013).
Time is a River, Permanent videoinstallation i trappe 12, KUA2, København (2013). Punktet, lydskulptur, Karensminde, København (2011). Azerbaijan Art Stations, permanent videoinstallation i The Culture House of Bina, Baku, Azerbaijan (2010).
Permanent placering af videoinstallationen Crowds på Högskolan Orkanen, Malmö, Sverige (2009).
Vandkunst, Lyshøj Nord Udskolingsskole, Kolding, Danmark (2006).
Permanent udendørs video på Sickla Udde, Stockholm, Sverige (2003).
Altertavle, Sjukhuskyrkan, Södersjukhuset, Stockholm, Sverige (2003).
Vinterlys på Kongens Nytorv, med Flemming Brandtbjerg, København, Danmark (2000).
Skulptur på Bibliotekstorvet, Skanderborg, Danmark (1998).
Jordskulptur i Esbjerg, med arkitekt Steen Høyer, Esbjerg, Danmark (1995).
Lydskulptur i Kongens Have, Odense, Danmark (1994).
Statens Kunstfond. Midlertidig udsmykning i Valby, Danmark (1993). 

## Hædersbevisninger og legater
Modtog i 2003 Eckersberg Medaillen og i 2011 Thorvaldsen Medaillen. Modtager Hædersydelse (fra 2009).
Aage og Yelva Nimb’s Fond, Hæderslegat (2011), 
Ole Haslunds Kunstnerfond, Hæderslegat (2011), 
Statens Kunstfond præmiering af installationen Calais, Ny Carlsberg Glyptotek (2010), 
“Best Achievement” for installationen NoMad, Den 51 October Salon, Belgrade (2010), 
Niels Wessel Bagge’s Legat (2009), 
Billedhugger Edouard Eggeling og Hustru’s Fond, ved Det Kongelige Akademi For De Skønne Kunster (2008), 
Vilhelm Thaning og Hustru Minde- og Rejselegat for værdige trængende Kunstmalere og Billedhuggere (2008), 
Arkens Rejselegat (2008), 
Hædersgave fra Anne Marie Telmanyi født Carl Nielsens Fond til støtte for kvindelige billedkunstnere (2005), 
Hædersgave fra Torjussens Fond ved Det Kongelige Akademi For De Skønne Kunster (2004), 
Danske Kunstkritikeres pris (1999), 
Statens Kunstfond, pris for udstillingen en face, med Jeanette Schou, Galleri North, København (1999), 
Elna og C.T. Hollesens Legat (1998), 
Arkitekturårsprisen (1996) sammen med Steen Høyer for Jordskulptur i Esbjerg, 
3-årigt stipendium, Statens Kunstfond (1996), 
Ny Carlsbergfondets Store Rejselegat (1989).

## Repræsenteret
Brandts, Odense, Danmark
Centre d’Art Contemporain Essaouira, Marokko
Statens Konstråd, Sverige.
Göteborg Konstmuseum, Göteborg, Sverige.
Ny Carlsberg Fondet, Danmark.
Statens Museum for Kunst, København, Danmark.
Museet for Samtidskunst, Roskilde, Danmark.
Gentofte Kunst Bibliotek, Danmark.
Museo de Bellas Artes, Santander, Spanien.
Espacio Escala, C/ Cardenal Cisneros 5, Sevilla, Spanien
Centro de Arte, Caja de Burgos, Spanien
CGAC, Centro Galego de Arte Contemporánea, Santiago de Compostella, Spanien.
Museum, Foundation, Louisville, Kentucky, USA
Galleri Martin Asbæk

## Æreshverv og tillidsposter
Kunstkonsulent for Bygningsstyrelsen, Klima Energi og Bygningsministeriet (2012 –), 
Medlem af bestyrelsen for Kunsten.nu (2009 – 2013), 
Medlem af bestyrelsen for Den Danske Radeerforening (2000 – 2011), 
Medlem af bestyrelsen for Det Jyske Kunstakademi (2008 – 2013), 
Medlem af Det Internationale Billedkunstudvalg, Kunstrådet (2007 – 2011), 
Medlem af Akademiraadet (2005 – 2007), 
Medlem af værkstedsrådet, Statens Værksteder for Kunst og Håndværk, Gl. Dok (2004 – 2007), 
Medlem af Akademiraadets udvalg for Landskabs- og Havekunst (1997 – 2003), 
Medlem af bestyrelsen for Kulturministeriets Udviklingsfond (1998 – 2001), 
Medlem af bestyrelsen for Charlottenborgfonden, Forårs- og Efterårsudstillingerne (1994 – 1997).

## Eksterne link
- kunstnerens egen hjemmeside Arkiveret 26. januar 2016 hos  Wayback Machine
- Kunstindeks Danmark og Weilbachs Kunstnerleksikon Arkiveret 4. marts 2016 hos  Wayback Machine
- http://kunstonline.dk/profil/eva_koch_portraet.php Arkiveret 13. marts 2015 hos  Wayback Machine portræt Kunstonline.dk]